# Проблемно-орієнтована інформаційна система
Issue-Based Information System (IBIS) — система, запропонована Хорстом Ріттелем для вирішення складних, злісних проблем — планування і ухвалення політичних рішень на початку 70-х років двадцятого століття. Новий сплеск інтересу стався після появи комп'ютерних систем, які могли підтримувати цей процес в гіпертекстовому середовищі.
Для підтримки розв'язання таких типів проблем Ріттель розробив схему текстової і графічної репрезентації для візуалізації пропонованих аргументів IBIS (Issue-Based Information Systems — проблемно-орієнтовані інформаційні системи). Спочатку це було гіпертекстове середовище для структурованого обговорення питань проектування.
Елементами інформаційної системи є проблеми або питання, які вимагають рішення або відповіді. Кожне питання пов'язане з альтернативними рішеннями або можливими відповідями. Пропоновані рішення у свою чергу, пов'язані з доводами, які підтримують або спростовують це рішення. В ході розгляду питань, виникають нові проблеми, які розглядаються аналогічним чином.
- Проблема = питання, яке пропонується вирішити
- Ідея = пропоноване рішення або відповідь на питання
- Довід (за або проти) = аргумент, що наводиться в суперечці або доказі

Правила в системі виглядають таким чином:
1. До будь-якого елемента (питання, ідеї або доводу) може бути поставлене питання
2. Ідеї завжди відповідають на питання
3. Доводи наводяться завжди тільки для ідей. Для питань не може бути доводів